# Pax Baldwin
Pax Baldwin (Shrewsbury, 6 novembre 1991) è un attore e cantante britannico.

## Biografia
Debutta interpretando la sit-com inglese As the Bell Rings nella parte di Reece, l'equivalente di Spy nella versione originale, la sit-com italiana Quelli dell'intervallo. 
Prosegue con piccole parti nei musical del West End di Londra come Les miserables e King and I.
Da piccolo ha girato molti spot pubblicitari per Kinder Sorpresa e Chi vuol essere milionario.
Ha partecipato ai Disney Channel Games, giocando nella squadra verde capitanata da Dylan Sprouse con Miley Cyrus, Lucas Grabeel, Brandon Baker, Monique Coleman, Kouki Okauda, Giulia Boverio e Bela Klentze.
Ha appena inciso dei singoli come Ugly beautiful e My mona lisa.
Al momento frequenta la Sylvia Young Theatre School.
Ha inciso una canzone e registrato il video di Time Will Tell insieme a Katey Karter.
Fa parte del cast di Paradise Cafè, un nuovo telefilm della BBC. Ha doppiato nel film Renaissance e nella serie animata Chuggington e di recente ha registrato un episodio della serie Stephen Fry Series Kingdom che deve essere ancora mandato in onda.

## Carriera
- Les Misérables (musical) (Gavroche - replacement cast)
- Chitty Chitty Bang Bang (Jeremy Potts - replacement cast)
- King and I [Louis-replacement cast]
- Whistle down the wind (Poor Baby-replacement cast)
- Is a PADI qualified Scuba Diver
- Holby City [Episodio "Prometheus Unbound" 8 Serie] [2005]
- The Snow Queen-Kay [2005]
- C.S. Lewis: Beyond Narnia-Douglas Gresham  [2005]
- As the Bell Rings (Reece)
- Renaissance [2006] Doppiaggio Farfella Boy
- Chuggington (Serie animata) Doppiaggio Action Train
- Doctors ["All In A Name"] Bradley Finch  [4 aprile 2008]
- Paradise Cafè [2008]